# Leasing financiar
Leasingul financiar este o formă de finanțare prin care o entitate (locatorul sau finanțatorul) achiziționează un bun și îl pune la dispoziția unei alte părți (utilizatorul) contra unei plăți periodice, cu posibilitatea ca, la finalul contractului, utilizatorul să devină proprietarul bunului. Spre deosebire de leasingul operațional, leasingul financiar presupune transferul majorității riscurilor și beneficiilor asociate proprietății bunului către utilizator.

## Caracteristici leasing financiar
Leasingul financiar se distinge printr-o serie de caracteristici specifice care îl diferențiază de alte forme de leasing și finanțare. Printre principalele caracteristici se numără:
- Transferul riscurilor și beneficiilor – Pe durata contractului, utilizatorul (locatarul) preia majoritatea riscurilor și beneficiilor economice asociate bunului, chiar dacă dreptul de proprietate rămâne inițial la finanțator (locator).
- Durata contractului – Perioada de leasing acoperă, de obicei, o mare parte din durata de viață economică a bunului, ceea ce face ca utilizatorul să beneficieze de acesta pe termen lung.
- Obligația de plată – Utilizatorul este obligat să achite ratele de leasing conform contractului, iar rezilierea anticipată poate implica penalități.
- Posibilitatea de achiziție – La finalul perioadei de leasing, utilizatorul poate avea opțiunea de a cumpăra bunul prin plata unei valori reziduale stabilite în contract.
- Înregistrare contabilă – În conformitate cu standardele contabile, bunul finanțat prin leasing financiar este înregistrat ca activ în bilanțul utilizatorului, iar obligațiile de plată apar ca datorii.
- Responsabilitatea întreținerii – Utilizatorul suportă costurile de întreținere, asigurare și alte cheltuieli aferente utilizării bunului.

Aceste caracteristici fac din leasingul financiar o soluție de finanțare potrivită pentru achiziția de active pe termen lung, oferind un echilibru între accesibilitatea investiției și asumarea responsabilităților asociate proprietății.

## Avantaje leasing financiar
Leasingul financiar oferă o serie de beneficii pentru persoanele fizice și juridice care doresc să achiziționeze active fără a face o plată integrală imediată. Printre principalele avantaje se numără:
- Accesibilitate financiară – Permite utilizarea unui bun fără a fi necesară o investiție inițială majoră, facilitând astfel achizițiile de echipamente, vehicule sau imobile.
- Gestionarea eficientă a fluxului de numerar – Plățile lunare fixe ajută companiile și persoanele fizice să își planifice mai bine bugetul și să evite cheltuielile mari de achiziție dintr-o singură tranșă.
- Avantaje fiscale – În funcție de reglementările locale, ratele de leasing pot fi deductibile fiscal, contribuind la optimizarea costurilor pentru companii.
- Menținerea lichidităților – Spre deosebire de achiziția directă, leasingul financiar permite utilizatorului să păstreze capitalul disponibil pentru alte investiții sau cheltuieli operaționale.
- Flexibilitate contractuală – Leasingul financiar poate fi adaptat în funcție de nevoile utilizatorului, incluzând opțiuni privind durata contractului, valoarea avansului și condițiile de achiziție.

## Diferențe față de Leasingul Operațional
Leasingul financiar și leasingul operațional sunt două forme de finanțare utilizate pentru achiziționarea și utilizarea bunurilor, însă ele prezintă diferențe semnificative în ceea ce privește structura contractului, obligațiile utilizatorului și impactul contabil.
| Caracteristică             | Leasing Financiar                                                                                                   | Leasing Operațional                                                                                        |
| -------------------------- | --- | --- |
| Proprietatea bunului       | Poate fi transferată utilizatorului la finalul contractului, dacă acesta achită valoarea reziduală.                 | Rămâne la compania de leasing, utilizatorul returnează bunul la sfârșitul contractului.                    |
| Durata contractului        | Pe termen lung, acoperă o mare parte din durata de viață a bunului.                                                 | De obicei, pe termen scurt sau mediu, mai mică decât durata de viață a bunului.                            |
| Înregistrare contabilă     | Bunul apare ca activ în bilanțul utilizatorului, iar datoriile de leasing sunt evidențiate ca obligații financiare. | Nu este înregistrat ca activ în bilanțul utilizatorului, plățile sunt considerate cheltuieli operaționale. |
| Obligația de întreținere   | Utilizatorul este responsabil pentru întreținere, asigurare și alte costuri asociate.                               | De obicei, întreținerea, asigurarea și alte servicii pot fi incluse în contract.                           |
| Posibilitatea de cumpărare | Da, utilizatorul poate achiziționa bunul la finalul contractului prin plata valorii reziduale.                      | Nu, utilizatorul returnează bunul la sfârșitul contractului sau poate opta pentru un nou contract.         |
| Flexibilitate              | Contract rigid, penalizări pentru reziliere anticipată.                                                             | Contract mai flexibil, permite schimbarea bunurilor la finalul perioadei contractuale.                     |
| Destinație principală      | Potrivit pentru bunuri utilizate pe termen lung, cum ar fi echipamente industriale, vehicule sau imobile.           | Potrivit pentru bunuri care trebuie reînnoite frecvent, cum ar fi flotele auto sau echipamente IT.         |

## Reglementări, Cadru Legislativ și Standardele Contabile pentru Leasingul Financiar în România
Leasingul financiar în România este reglementat printr-o combinație de legislație națională și reglementări internaționale, care asigură transparența, corectitudinea și protecția părților implicate. În plus, standardele contabile stabilite de autoritățile internaționale sunt aplicabile și în România.

#### 1. Legislație Națională
- Legea nr. 93/2009  privind instituțiile financiare nebancare – Această lege reglementează activitatea instituțiilor financiare nebancare care oferă servicii de leasing, inclusiv leasingul financiar. Legea prevede cerințele de autorizare, supraveghere și reglementare a activităților acestor instituții.
- Legea nr. 82/1991  privind contabilitatea – Legea stabilește cadrul general pentru contabilitatea entităților din România, inclusiv pentru leasingul financiar. Ea reglementează modul de înregistrare a contractelor de leasing financiar în contabilitate, tratamentul fiscal și raportarea acestora în situațiile financiare.
- Ordonanța de Urgență nr. 99/2006  privind instituțiile de credit și adecvarea capitalului – Reglementează activitatea instituțiilor financiare, inclusiv leasingul financiar, și prevede reglementări specifice pentru activitățile de leasing în contextul pieței financiare din România.

#### 2. Reglementări Europene
În plus față de legislația națională, leasingul financiar este reglementat și de normele Uniunii Europene, care sunt aplicate direct în România:
- Directiva 2003/58/CE  privind utilizarea standardelor contabile internaționale – Directiva impune utilizarea standardelor internaționale de raportare financiară (IFRS) pentru anumite tipuri de entități, inclusiv companiile mari, și reglementează modul de raportare a activităților de leasing financiar.

#### 3. Standardele Contabile
- IFRS 16  – Leasinguri – Acest standard internațional, adoptat și în România, reglementează modul de contabilizare a contractelor de leasing, inclusiv leasingul financiar. Conform IFRS 16, entitățile trebuie să înregistreze toate contractele de leasing (inclusiv leasingul financiar) în bilanțul contabil, reflectând atât activul, cât și obligațiile de leasing. Standardul se aplică atât companiilor care raportează conform IFRS, cât și celor care aplică reglementările contabile românești, în funcție de dimensiunea și tipul acestora.
- Regulamentele contabile naționale (RMF 2021) – Aceste reglementări reglementează raportarea și contabilizarea leasingului financiar pentru entitățile care aplică reglementările contabile românești, stabilind cerințe de înregistrare a activelor și datoriilor aferente leasingului financiar în bilanțul contabil.

#### 4. Implicații fiscale
În România, tratamentul fiscal al leasingului financiar este reglementat prin Codul Fiscal și prin norme specifice de deducere a cheltuielilor de leasing. De regulă, ratele de leasing pot fi deduse ca cheltuieli de exploatare, iar TVA-ul aferent leasingului poate fi dedus în conformitate cu legislația fiscală aplicabilă. Totodată, leasingul financiar poate avea implicații fiscale specifice în funcție de regimul de deducere al amortizării activului.

## Brokerii de leasing
Un broker de leasing este o entitate sau o persoană care intermediază procesul de încheiere a unui contract de leasing între client (persoana fizică sau juridică) și o companie de leasing. Rolul principal al brokerului de leasing este de a ajuta clienții să găsească cea mai potrivită soluție de leasing pentru nevoile lor, oferind consultanță, informații și asistență pe durata întregului proces.

#### Responsabilitățile brokerului de leasing
- Consultanță și recomandări – Brokerul de leasing analizează cerințele clientului și îl ajută să înțeleagă opțiunile disponibile pe piață. Acesta poate sugera soluții financiare adecvate, în funcție de tipul de bun pe care clientul dorește să-l închirieze (vehicul, echipament, imobil etc.).
- Medierea între părți – Brokerul acționează ca intermediar între client și companiile de leasing, facilitând comunicarea și negocierea termenilor contractuali, inclusiv rata de leasing, perioada contractului, valoarea avansului și alte condiții.
- Acces la o gamă largă de oferte – Brokerii de leasing colaborează cu mai multe instituții financiare și companii de leasing, oferind clientului acces la o diversitate de produse și oferte de leasing, ceea ce îi permite să aleagă cea mai avantajoasă opțiune.
- Asistență în procesul de aplicare – Brokerul ajută clientul în procesul de aplicare, oferind informații despre documentele necesare, îndrumându-l pe parcursul completării aplicației și facilitând procesul de aprobare.

#### Avantaje ale colaborării cu un broker de leasing
- Economisirea timpului – Brokerul de leasing economisește timpul clientului prin identificarea rapidă a celor mai bune oferte și soluții financiare, eliminând necesitatea de a contacta mai multe companii de leasing.
- Expertiză specializată – Datorită experienței și cunoștințelor în domeniul leasingului, brokerii pot oferi consultanță valoroasă și pot ghida clienții în luarea deciziilor corecte, adaptate nevoilor financiare ale acestora.
- Acces la condiții mai bune – Având relații cu mai mulți furnizori de leasing, brokerul poate negocia termeni mai favorabili, cum ar fi rate mai mici ale dobânzii sau condiții de plată mai flexibile.

#### Comisioane și costuri
De obicei, brokerii de leasing percep comisioane pentru serviciile lor, care pot fi plătite de către client sau de către compania de leasing, în funcție de acordurile prealabile. Comisioanele sunt de obicei un procent din valoarea totală a contractului de leasing sau o sumă fixă.
În concluzie, brokerul de leasing reprezintă o soluție eficientă pentru cei care doresc să încheie un contract de leasing, oferind asistență, expertiză și acces la o gamă variată de oferte financiare.